# Artabazane d'Atropatène
Artabazane ou Artabazanès est un souverain de Médie-Atropatène au IIIe siècle av. J.-C.

## Origine
Artabazane est vraisemblablement un descendant d'Atropatès, premier souverain indépendant de la Médie-Atropatène.

## Règne
L'historien Polybe rapporte qu'au printemps 220 av. J.-C., après que le séleucide Antiochos III a mis fin à l'usurpation de Molon dans l'est de son empire, il effectue une démonstration de force destinée à intimider les chefs « barbares » voisins, dont Artabazane d'Atropatène. Le territoire de ce dernier confine à la Médie et s'étend jusqu'au Pont-Euxin, dans la région que domine la Phase jusqu'à la mer Hyrcanienne. Toujours selon Polybe, « la population était nombreuse et guerrière et fournissait surtout des cavaliers... elle disposait de toutes les ressources pour soutenir une guerre ».
Finalement, l'offensive d'Antiochos III effraie Artabazane qui, « surtout à cause de son âge, car il était très vieux », conclut un traité avec le Séleucide en acceptant ses conditions.